# 猛犬ご注意
猛犬ご注意（もうけんごちゅうい、The Ugly Dachshund）は、ウォルト・ディズニー・プロダクションが制作した1966年の長編映画である。G・B・スターンの1938年の小説を原作に、自分はダックスフントだと思い込んだグレート・デーンを描く。ノーマン・トーカーが監督を、アルバート・アレイが脚本を務め、ディーン・ジョーンズ、スザンヌ・プレシェットらが出演する。ディズニーが1960年代に制作した気楽なコメディの一つ。

## 物語
物語の主人公、フラン（スザンヌ・プレシェット）とマーク（ディーン・ジョーンズ）はダンケという名のダックスフントと暮らす若い夫婦である。物語は二人が「陣痛が始まった、もう時間がない」と言いながら大慌てで車に乗り込み、病院に向かうところから始まる。途中でカーモディ巡査にスピード違反を咎められるが、子供が生まれそうで病院に向かうところだとフランが説明すると、巡査が病院まで先導してくれることになる。ところが病院に着いて巡査が後ろを振り返ると、夫妻の車は病院の前を通り過ぎて行ってしまう。実は夫妻が向かっていたのは動物病院であり、妊娠していたのはダンケの方であった。
数日後、ダンケと子犬たちを引き取りに動物病院を訪ねたマークは、獣医のプルーイット（チャーリー・ラグルス）から別の子犬を一緒に引き取ってもらえないかと依頼される。プルーイットのグレート・デーンも子犬を産んだのだが、乳の出が悪い母犬はすべての子犬に授乳することができず、小さなオスの子犬が1匹、いつもあぶれているのだという。乳離れするまでダンケをこの子の乳母に、とプルーイットに説得され、マークはダンケが産んだ3匹と一緒に、グレート・デーンの子犬を連れ帰った。
帰宅したマークを迎えたフランは、1匹多い子犬に気付いて驚くが、この子犬もダンケの子だと勘違いする。マークも真相は伏せ、このグレート・デーンをブルータスと名付けて、ダックスフントと一緒に育てる。しかし子犬が育つにつれ、ブルータスは他の子犬はもちろん、母犬のはずのダンケよりも大きくなってしまい、秘密を隠し通すことはできなくなっていく。
ダックスフントの子犬と一緒に育ったブルータスは、自分もダックスフントだと思い込み、ダックスフントを真似て地面に這いつくばるような姿勢で歩き回る。他の犬はそんなブルータスを馬鹿にし、カーモディ巡査部長（最初の事件の後、昇進）を追い回す、マークの仕事場をめちゃくちゃにする、ガーデンパーティーをぶち壊す、といった騒動を起こしては、全部ブルータスのせいだと思われるように仕向ける。フランはブルータスを追い出すようマークに迫るが、清掃車に連れて行かれそうになったフランお気に入りのクロエという子犬をブルータスが救ったことで考えを変える。
その後ブルータスは品評会でグレート・デーンの雌と出会い、グレート・デーンとしての自覚を取り戻す。

## 配役
マークを演じたディーン・ジョーンズは当時ディズニー映画の常連で、本作もこの時期の作品の一つである。またフラン役のスザンヌ・プレシェットは動物に絡んだ役が多く、犬に翻弄される本作と同時期に出演した『鳥』(1963)では殺される役を、『ネバダ・スミス』(1966)では毒ヘビに咬まれる役を演じている。
ブルータス役はディエゴ・オブ・マーティンクレストという名の3歳のグレート・デーンが担当した。しかし劇中に難度の高い演技を求められる場面があったため、『スイスファミリーロビンソン』(1960)で実績のあるデュークという名の犬も起用され、二匹で一役を演じている。
- ディーン・ジョーンズ: マーク（吹き替え: 原康義）
- スザンヌ・プレシェット: フラン（吹き替え: 安達忍）
- チャーリー・ラグルス: プルーイット医師
- ケリー・ソードセン: カーモディ巡査
- パーリー・ベア: メル・チャドウィック
- ロバート・キノ: ミスター・トヤマ
- マコ岩松: ケンジ
- チャールズ・レイン: 審査員
- ギル・ラム: 牛乳配達
- ディック・ウェッセル: 清掃職員

※日本語吹き替え：フジテレビにて放映